# André Lombard
André Lombard (ur. 19 września 1950 w Bernie) – szwajcarski szachista i trener szachowy (FIDE Trainer od 2009), mistrz międzynarodowy od 1976 roku.

## Kariera szachowa
Dwukrotnie reprezentował Szwajcarię na mistrzostwach Europy juniorów do 20 lat (1965/66 – VIII m., 1968/69 – IX m.), by również uczestnikiem mistrzostw świata w tej kategorii wiekowej (1967 – XIII m.).
Pod koniec lat 60. awansował do ścisłej czołówki szwajcarskich szachistów, do której należał do końca lat 70. W latach 1969, 1970, 1973, 1974 i 1977 pięciokrotnie zdobył tytuły indywidualnego mistrza kraju. Pomiędzy 1970 a 1978 r. pięciokrotnie (w tym raz na I szachownicy) uczestniczył w szachowych olimpiadach (najlepszy wynik: Hajfa 1976 – VII m.), w 1973 r. wystąpił w Bath w drużynowych mistrzostwach Europy (VIII m.), był też pięciokrotnym reprezentantem kraju w Pucharze Clare Benedict (1969–1974), dwukrotnie – w drużynowych mistrzostwach świata studentów (1970, 1972) oraz w Pucharze Mitropa (1978).
Kilkukrotnie startował w turniejach strefowych (eliminacji mistrzostw świata w szachach), raz zakwalifikował się do turnieju międzystrefowego (Biel 1976 – XIX m.). Inne indywidualne sukcesy odniósł m.in. w Reggio Emilii (1971/72, III m. za Andrew Soltisem i Mato Damjanoviciem), Florencji (1972, dz. III-IV m. za Mato Damjanoviciem i Sergio Mariottim, wspólnie z Laszlo Kovacsem), Bernie (1974, dz. I-IV m. i 1975, dz. I-III m.) oraz Budapeszcie (1976, dz. II-VI m.).
Najwyższy ranking w karierze osiągnął 1 stycznia 1976 r., z wynikiem 2420 punktów zajmował wówczas 2. miejsce (za Wernerem Hugiem) wśród szwajcarskich szachistów.

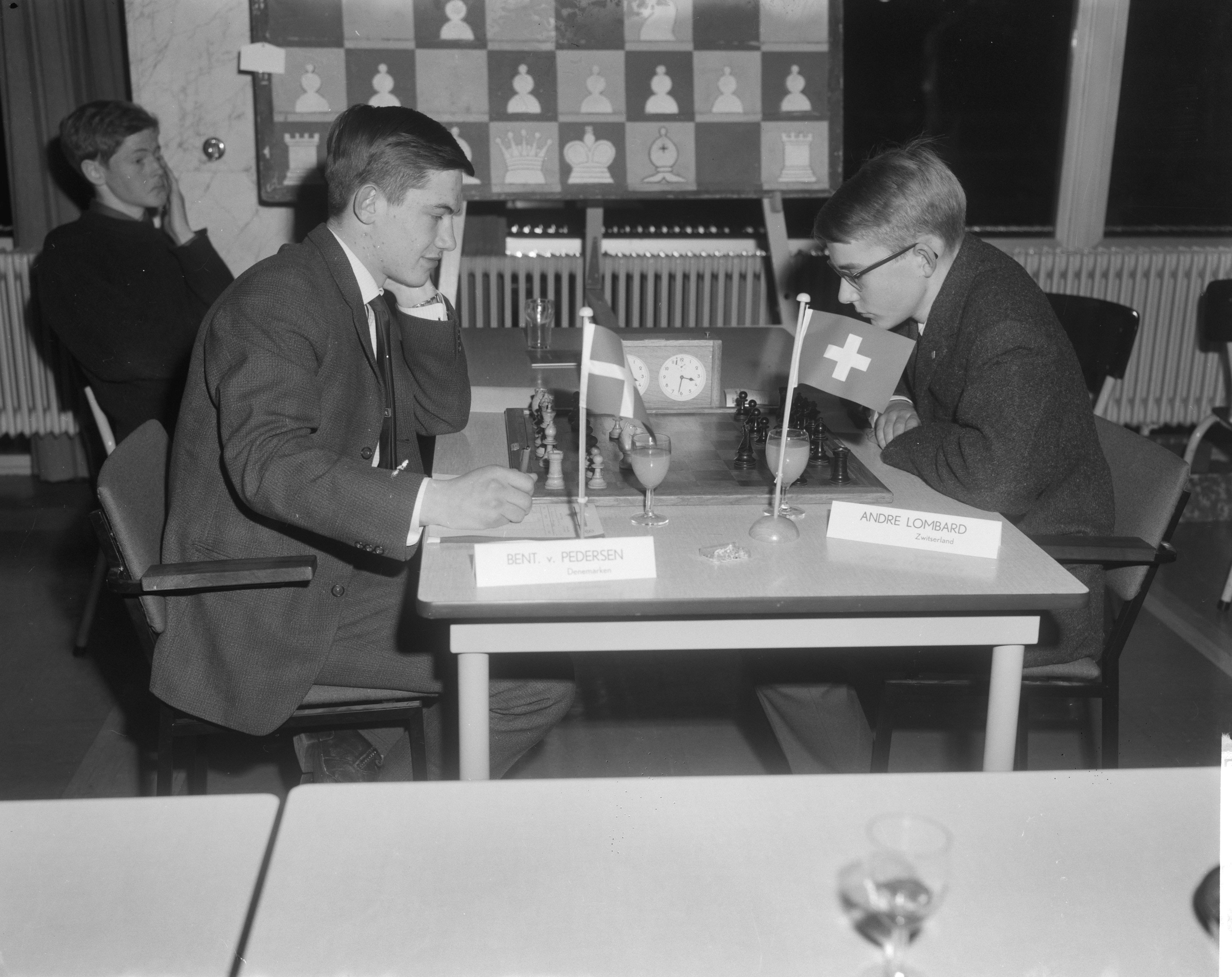
Bent V. Pedersen vs. André Lombard (1965)